# Emydura australis
Emydura australis is een schildpad uit de familie slangenhalsschildpadden (Chelidae).

## Naam en indeling
De wetenschappelijke naam van de soort werd voor het eerst voorgesteld door John Edward Gray in 1841. Oorspronkelijk werd de wetenschappelijke naam Hydraspis australis gebruikt en in 1871 werd de soort door Gray onder de naam Chelymys australis beschreven.
De soortaanduiding australis betekent vrij vertaald 'van Australië' en slaat op het verspreidingsgebied.

## Uiterlijke kenmerken
De schildpad kan een schildlengte bereiken van veertien centimeter. In tegenstelling tot verwante soorten heeft de schildpad een rode tot soms oranje of gele kleur aan de kop en is er een lichtere streep aanwezig van de bek tot in de nek. Sommige exemplaren hebben een opvallend lange staart. Er is wel eens een mannetje waargenomen die een rugschildlengte had van twaalf centimeter met een tien cm lange staart.
Het rugschild is breed en op het breedst op het midden en is het smalst aan de voorzijde. Het oppervlak van de schilden aan het rugschild heeft een ruwe structuur. De wervelschilden 1 en 5 zijn breder dan lang, de overige wervelschilden zijn ongeveer even breed als lang. De kleur van het rugschild is licht tot donkerbruin en heeft geen tekening. Het buikschild heeft bij oudere dieren een gele kleur met grijze vlekken. De plastronformule is als volgt: pect > fem > abd > an > intergul > gul > hum.
Jongere dieren hebben puntige uitsteeksels aan de achterzijde van de marginaalschilden en een lage kiel in de lengte op het rugschild, deze kenmerken verdwijnen echter naarmate de dieren ouder worden. De brede kop heeft geen inkepingen aan de voorzijde van de bovenkaak zoals bij verwante soorten het geval is. Onder de kin zijn kleine, onderontwikkelde baarddraden aanwezig. De huid van de kop, poten en nek is grijs tot bruin van kleur. Aan de nek zijn kleine uitsteekseltjes aanwezig.

## Levenswijze
Van de schildpad zijn paringen bekend waarbij het mannetje en het vrouwtje met de buikzijden tegen elkaar lagen wat zeer ongebruikelijk is bij schildpadden. In de regel klimt het mannetje tijdens de paring op een vrouwtje om te copuleren. Op het menu staan waarschijnlijk harde prooidieren zoals slakken en tweekleppigen, wat is af te leiden aan de vorm van de kaken. Ook amfibieën, insecten worden wel buitgemaakt en daarnaast leeft de schildpad van plantaardig materiaal zoals fruit.

## Verspreiding en habitat
De soort komt endemisch voor in delen van Australië en leeft in de deelstaten Noordelijk Territorium en West-Australië. Hier is de schildpad te vinden in de riviersystemen rond de Prince Regent en de Fitzroy. De habitat bestaat uit ondiepe rivieren en meren.